# Gada

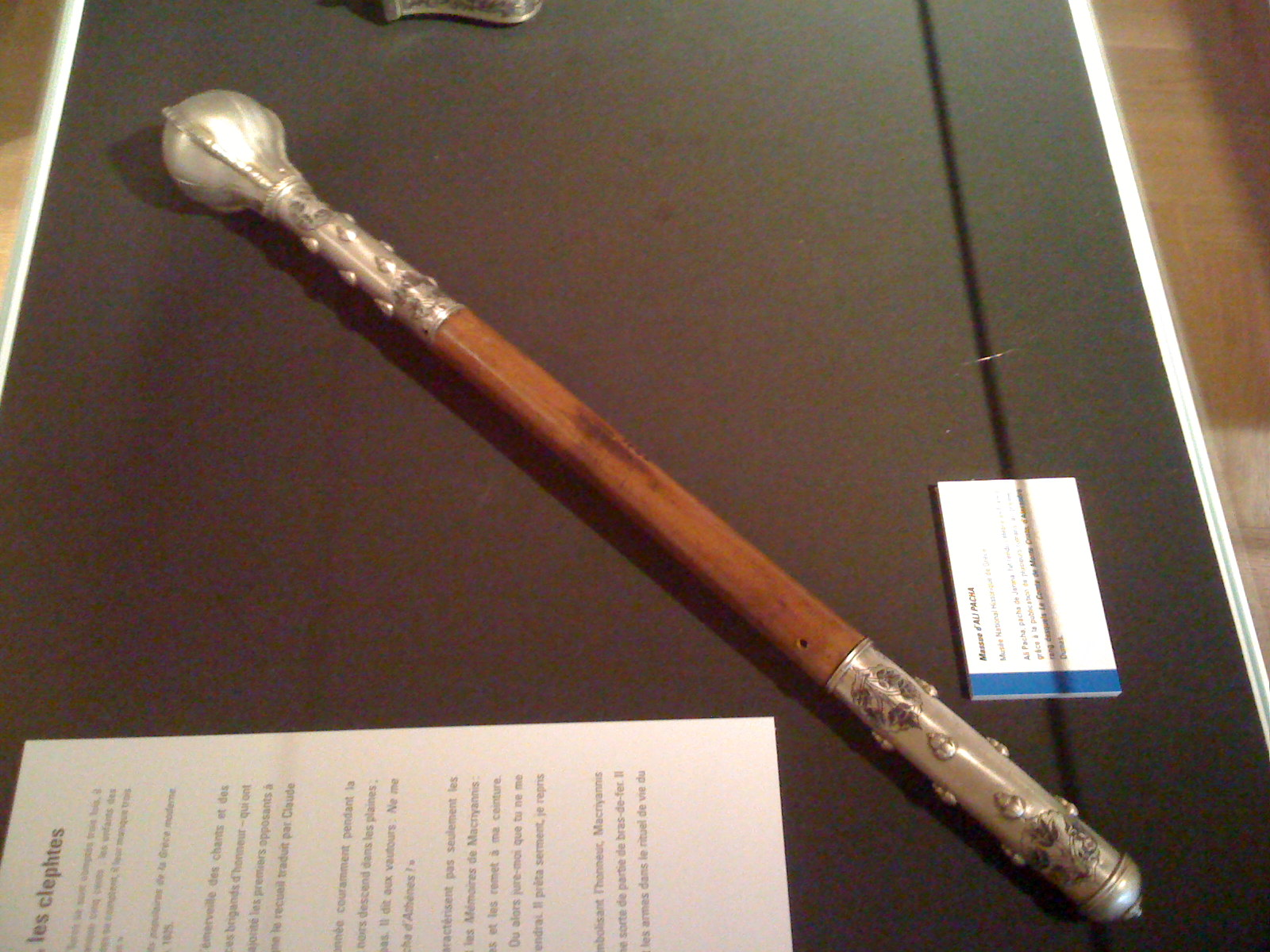
La légendaire masse de Ali Pacha.

Gada (IAST : gadā) est un mot sanskrit signifiant « massue » et qui désigne entre autres un des attributs traditionnels du dieu hindou Vishnu (mais aussi, par exemple, de Lakuliśa).
En tant qu'attribut de Viṣṇu ou de Kṛṣṇa, elle est appelée Kaumodakī et peut être représentée sous une forme humaine, Gada-devi (« déesse-massue ») ou Gadanari.
Il est inscrit en novembre 2016 au Patrimoine culturel immatériel de l'humanité.[réf. nécessaire]

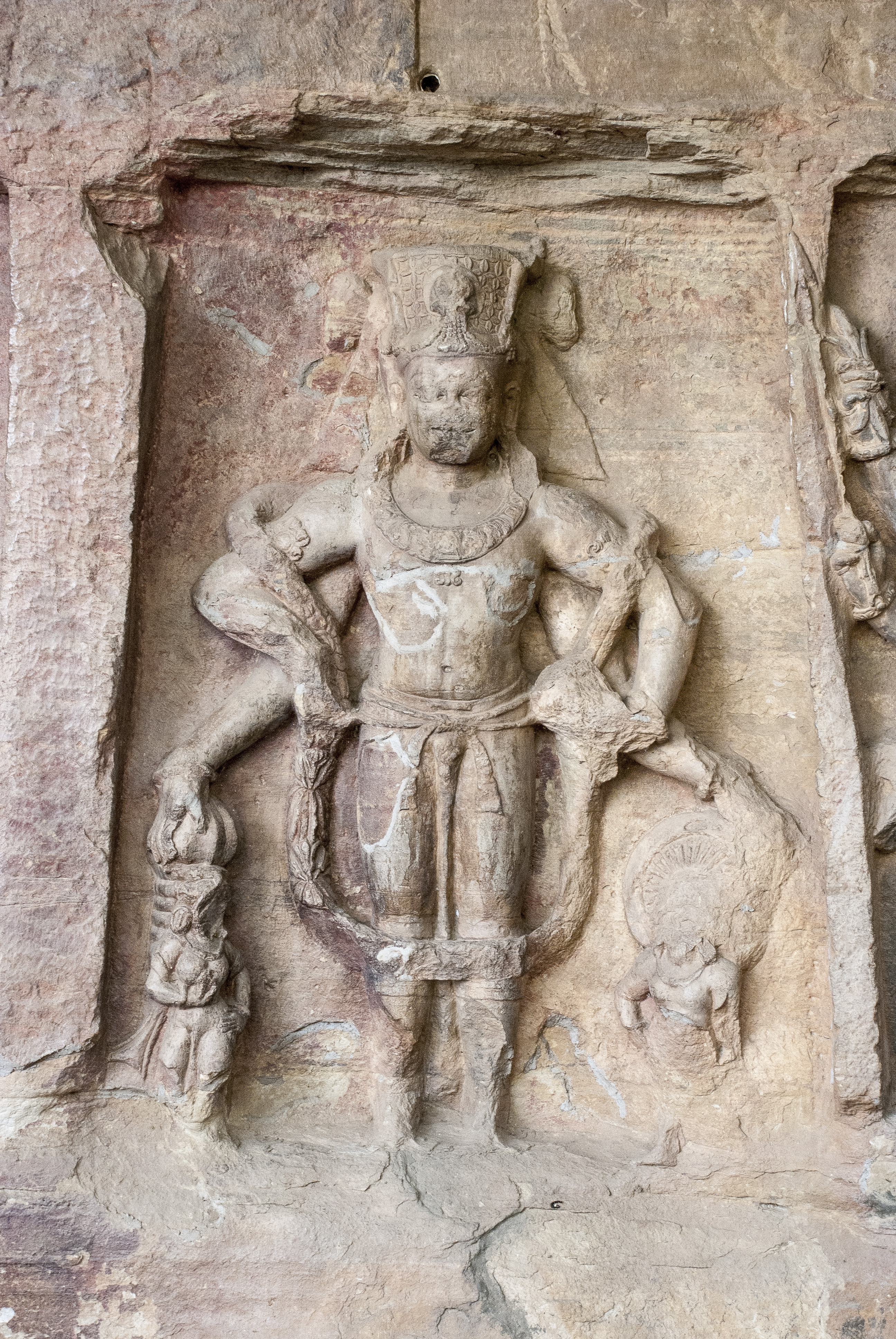
Vishnu, posant la main droite sur Gada-devi, la déesse-massue et la gauche sur Sudarshana, la personnification du disque (chakra). Grottes d'Udayagiri (Madhya-Pradesh).
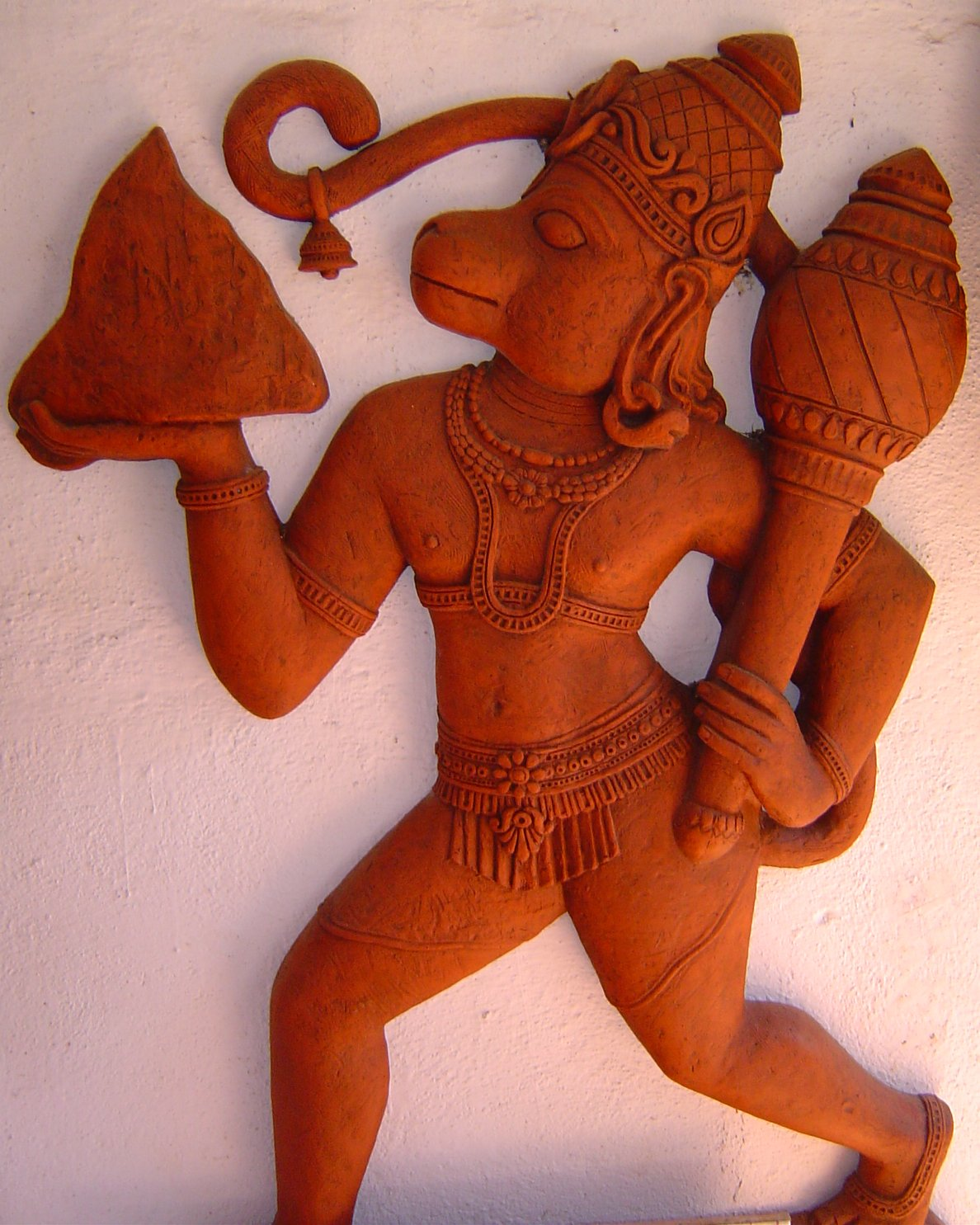
Sculpture du dieu Hanuman avec une gada dans la main gauche.

### Source
- (en) Swami Parthasarathy, The Symbolism of hindu gods and rituals, éditions Vedanta Life Institute.